# پیرلی
پیرلی (به ایتالیایی: Pirelli) شرکت تایرسازی ایتالیایی است که دفتر مرکزی آن در شهر میلان قرار دارد. از بزرگ‌ترین و سرشناس‌ترین کارخانجات لاستیک‌سازی در جهان می‌باشد. تولیدکننده لاستیک‌های مسابقات فرمول یک نیز می‌باشد. این شرکت در زمینه تولید کابل‌های برق و تولید کفش نیز فعالیت می‌کند.

## فعالیت و تاریخچه
پیرلی یکی از بزرگ‌ترین تولیدکنندگان تایر در جهان در سال ۱۸۷۲ توسط «جیووانی باتیستا پیرلی»، مهندس جوان ایتالیایی، در شهر میلان تأسیس شد. یک سال بعد نخستین تأسیسات این شرکت برای تولید لاستیک افتتاح شد. پیرلی از همان ابتدا توجه ویژه‌ای به تنوع بخشی به فعالیت‌های خود داشت و بر همین اساس تولید کابل‌های تلفن عایق شده (۱۸۷۹)، کابل‌های تلفن زیرآبی (۱۸۸۶) و نخستین تایر دوچرخه (۱۸۹۰) در دستور کار این شرکت قرار گرفت. نخستین تایر خودرو تولید پیرلی در سال ۱۹۰۱ از خط تولید کارخانه این شرکت خارج شد.

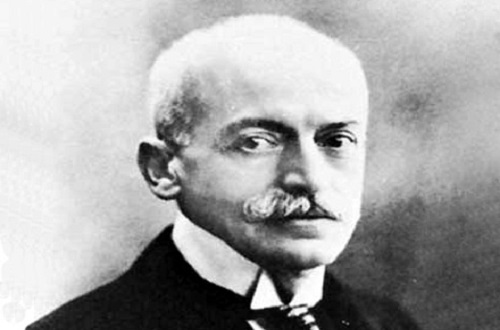
جیووانی باتیستا پیرلی بنیانگذار پیرلی

با آغاز قرن جدید، پیرلی شاهد روند پیروزی‌های ورزشی و تأسیس چندین کارخانه در خارج از مرزهای ایتالیا بود. کارخانه‌های پیرلی در اسپانیا، انگلیس و آرژانتین به ترتیب در سال‌های ۱۹۰۲، ۱۹۱۴ و ۱۹۱۷ افتتاح شدند. در دهه ۱۹۲۰ رانندگان مطرحی مانند «نووولار»، «آسکاری» و «فانجیو» پیروزی‌های ارزشمندی را با خودروهای مجهز به تایرهای پیرلی کسب کردند. در سال ۱۹۲۷ پیرلی تایر مسابقه‌ای «سوپرفلکس استلا بیانکا» را معرفی کرد.
در آغاز دهه ۱۹۵۰، پیرلی تایر «سینتوراتو رادیال» را تولید کرد که به نقطه عطفی در تاریخ صنعت تایرسازی مبدل شد. در همان دوران پیرلی توسعه جغرافیایی خود را ادامه داد که این روند تا دهه‌های ۱۹۶۰ و ۱۹۷۰ نیز پابرجا بود. خرید شرکت تایرسازی آلمانی Veith، تأسیس کارخانه تولید کابل در پرو (۱۹۶۸) و استرالیا (۱۹۷۵) از جمله فعالیت‌های پیرلی در آن دوران بودند. در اواسط دهه ۱۹۷۰، پیرلی تایر مشهور P7 یکی از مهم‌ترین اختراعات در این صنعت پس از سینتوراتو رادیال را عرضه کرد. یکی دیگر از اختراعات مهم پیرلی در آن دوران، تولید کابل‌های فیبر نوری بود که دنیای کابل را متحول کرد.
طی دهه ۱۹۸۰، پیرلی شرکت آلمانی متزلر را خریداری کرد که به تولید تایرهای موتورسیکلت می‌پرداخت. همچنین خرید شرکت استاندارد کیبل تلفن، تولیدکننده کابل‌های مخابراتی زمینی، یکی دیگر از خریدهای بزرگ پیرلی در آن دوران بود. پس از تجدید ساختار گسترده شرکت در سال‌های ۱۹۹۲ و ۱۹۹۳، پیرلی با معرفی تایر "P Zero" بار دیگر حضوری قدرتمند در بازارهای جهانی را تجربه کرد.
هزاره جدید نیز با نوآوری پیرلی همراه بود و معرفی سیستم تولید "MIRS" در سال ۲۰۰۰، انقلابی دیگر در صنعت تایرسازی ایجاد کرد. این بخش به تولید خودکار تایرهایی با عملکرد بالا می‌پردازد. در سال ۲۰۰۱، آزمایشگاه پیرلی، بخش پیشرفته توسعه این شرکت برای فناوری‌های جدید که از فتونیک و فیبرهای نوری تا علوم ماده را در بر می‌گیرد، افتتاح شد.
در سال ۲۰۰۵، پیرلی کسب و کار تولید کابل خود را به گلدمن ساکس فروخت و شرکت جدید پریمزین (Prymsian) نام گرفت. در همین سال، پیرلی نخستین کارخانه تایرسازی خود در چین و کارخانه تولید سیم‌های فولادی برای تایر را در رومانی افتتاح کرد. یک سال بعد نخستین کارخانه تایرسازی پیرلی در رومانی نیز افتتاح شد.
در بهار ۲۰۱۰، بنیاد پیرلی به صورت رسمی در شهر میلان به آدرس اینترنتی www.fondazionepirelli.org و با هدف حفظ پیشینه تاریخی و توسعه فلسفه کسب و کار این شرکت افتتاح شد.
همچنین، پیرلی بار دیگر در این سال به مسابقات فرمول ۱ بازگشت و اکنون نیز تأمین کننده تایر کلیه تیم‌های فرمول یک است.
در سال ۲۰۱۱، پیرلی به عنوان تأمین‌کننده انحصاری تایرهای مسابقات موتورسواری سوپربایک تا سال ۲۰۱۵ برگزیده شد. در همین سال، پیرلی "سینتوراتو P1"، تایر سبز پیشرفته‌ای که برای خودروهای اندازه کوچک و متوسط طراحی شده بود را معرفی کرد. این محصول کاهش مصرف سوخت، حفاظت از محیط زیست و عملکرد بالا در تمامی سطوح را هدف‌گذاری کرده بود.